# Pleszczyce
Pleszczyce (biał. Пле́шчыцы, ros. Плещицы) – agromiasteczko na Białorusi, w obwodzie brzeskim, w rejonie pińskim. Siedziba sielsowietu Pleszczyce oraz parafii prawosławnej pw. św. Michała Archanioła.
Według relacji świadków po ataku Niemiec na ZSRR w dniach 22-23 czerwca 1941 r. w okolicach wsi miała zaginąć jedna z grup więźniów z Pińska, ewakuowanych przez NKWD.

## Geografia
Miejscowość znajduje się 9 km na południowy wschód od Pińska i 184 km od Brześcia.
Przez agromiasteczko przebiega autostrada Р6 Iwacewicze – Pińsk – Stolin. 2 km na zachód od Pleszczyc płynie rzeka Prypeć.

## Populacja
- 2000 - 939 mieszkańców, 299 domów.
- 2009 - 941 mieszkańców[4].

## Interesujące obiekty

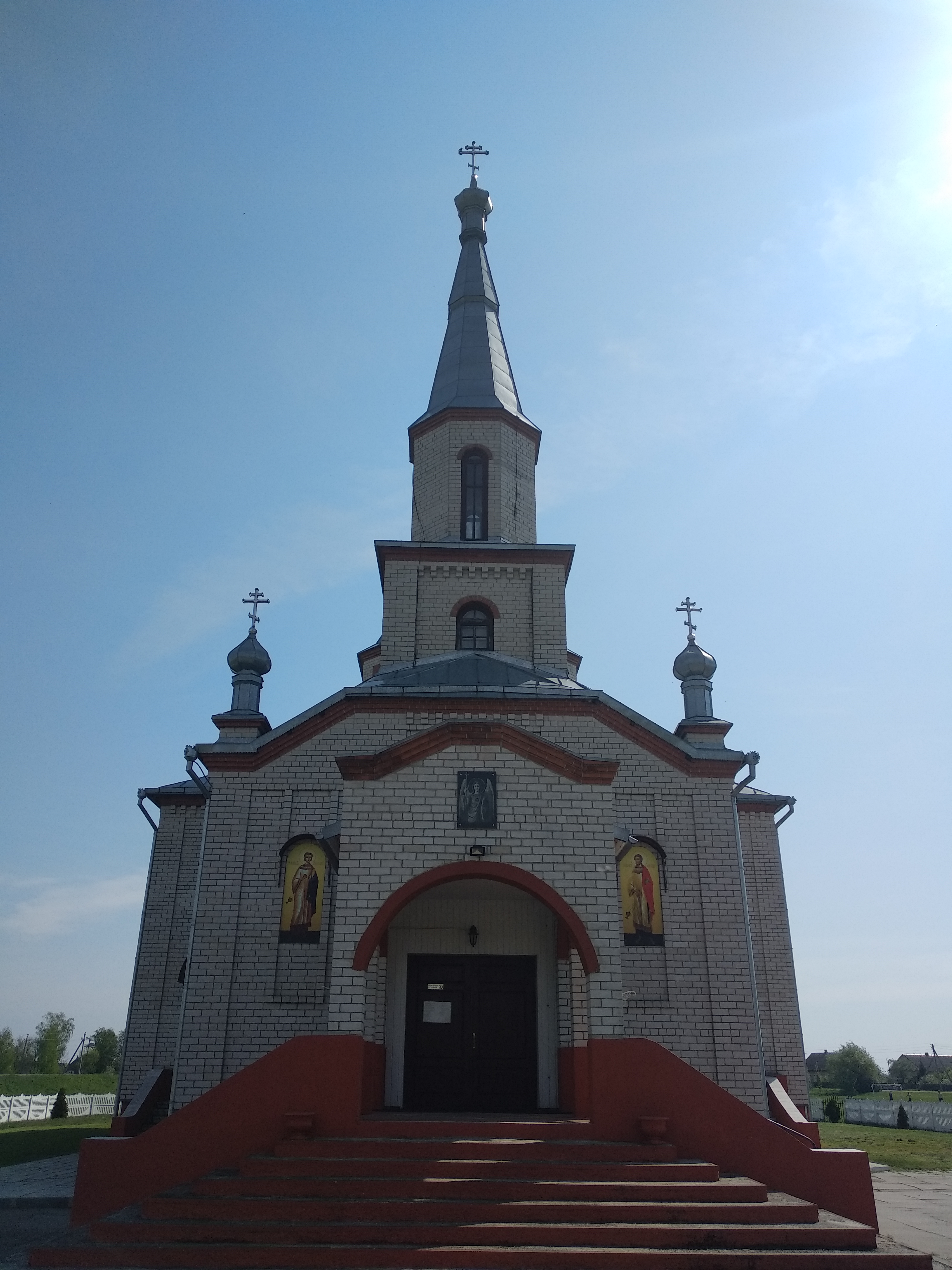
Cerkiew św. Michała Archanioła w Pleszczycach

- Cerkiew św. Michała Archanioła (2005).
- Kaplica przydrożna z dzwonnicą z XIX wieku (prawdopodobnie 1810).